# 키타무라 유키야
키타무라 유키야(일본어:  北村 有起哉, 1974년 4월 29일 ~ )는 일본의 배우로, TOM company 소속, 도쿄도 출신이다.